# Markus Griesser
| 43669 Winterthur    | 15 aprile 2002    |
| 82232 Heuberger     | 11 maggio 2001    |
| 113390 Helvetia     | 29 settembre 2002 |
| 144096 Wiesendangen | 23 gennaio 2004   |
| 210213 Hasler-Gloor | 11 settembre 2007 |
| 266051 Hannawieser  | 1º luglio 2006    |
| 273273 Piwowarski   | 24 luglio 2006    |
| 367406 Buser        | 30 agosto 2008    |
| 398045 Vitudurum    | 21 marzo 2009     |

Markus Griesser (1949) è un astronomo amatoriale svizzero, di professione scrittore.
Il Minor Planet Center gli accredita la scoperta di dieci asteroidi, effettuate tra il 2001 e il 2009.
Gli è stato dedicato l'asteroide 11547 Griesser.